# Выборы главы администрации Хабаровского края (2000)
Выборы главы администрации Хабаровского края состоялись в Хабаровском крае 10 декабря 2000 года в период выборов глав регионов. По их результатам в первом туре с 87,84 % голосов избирателей победу одержал действующий глава администрации Хабаровского края Виктор Ишаев, не встретивший серьёзной конкуренции. Одновременно с выборами главы администрации всего края происходили выборы депутатов Хабаровской городской думы и глав 14 муниципальных образований Хабаровского края.

## Проведение
24 октября 1991 года указом президента РСФСР главой администрации Хабаровского края был назначен Виктор Ишаев, занимавший должность первого заместителя председателя исполкома и начальника Главного планово-экономического управления Хабаровского краевого Совета народных депутатов. На выборах главы региона 8 декабря 1996 года Ишаев одержал уверенную победу во всех городах и районах Хабаровского края, набрав 76,93 % голосов избирателей.
На выборах 10 декабря 2000 года был установлен порог явки избирателей — 25 %, а для победы на выборах одному из претендентов было необходимо набрать более 50 % процентов голосов избирателей. 10 ноября 2000 года действующий глава администрации Хабаровского края Виктор Ишаев был официально зарегистрирован в качестве кандидата на должность главы региона, выдвинувшись при поддержке «Единства» и регионального отделения движения «Союз труда». Вторым кандидатом зарегистрировали генерального директора ОАО «Персонал Сервис» Светлану Жукову, которую выдвинула группа избирателей.
В день выборов весь общественный транспорт работал бесплатно, и все проголосовавшие становились участниками специальной лотереи с ценными призами и бытовой техникой. Сам Ишаев был настолько уверен в своей победе, что, опустив бюллетень, заявил, что свой собственный голос он отдал в поддержку Жуковой: «То, что мало претендентов — это меня беспокоит, мы с вами должны иметь свежие лица в политике».

## Кандидаты
| Кандидат                     | Деятельность/должность (на момент выдвижения)     | Субъект выдвижения        | Статус           |
| ---------------------------- | ------------------------------------------------- | ------------------------- | ---------------- |
| Светлана Леонидовна Жукова   | генеральный директор ОАО «Персонал Сервис»        | выдвинута группой граждан | зарегистрирована |
| Виктор Иванович Ишаев        | действующий глава администрации Хабаровского края | «Единство»                | зарегистрирован  |
| Николай Акимович Камышинский | экс-депутат Государственной думы II созыва        | КПРФ                      | снял кандидатуру |

## Результаты
| Место                       | Место                       | Кандидат                    | Голосов   | %        |
| --------------------------- | --------------------------- | --------------------------- | --------- | -------- |
|                             | 1.                          | Виктор Ишаев                | 447 030   | 87,84 %  |
|                             | 2.                          | Светлана Жукова             | 32 157    | 6,32 %   |
| Против всех                 | Против всех                 | Против всех                 | 21 791    | 4,28 %   |
| Действительных бюллетеней   | Действительных бюллетеней   | Действительных бюллетеней   | 500 978   | 98,44 %  |
| Недействительных бюллетеней | Недействительных бюллетеней | Недействительных бюллетеней | 9665      | 1,56 %   |
| Явка                        | Явка                        | Явка                        | 510 643   | 100,00 % |
| Общее число избирателей     | Общее число избирателей     | Общее число избирателей     | 1 099 420 |          |